# Flores (departamento)
Flores é um departamento do Uruguai, sua capital é a cidade de Trinidad.
A denominação de Flores é em homenagem ao brigadeiro Venancio Flores, que teve uma destacada atuação militar e política nas décadas de 1840, 1850 e 1860 e era oriundo do departamento.